# Gruzovce
Gruzovce est un village de Slovaquie situé dans la région de Prešov.

## Histoire
Première mention écrite du village en 1568.

## Démographie

### Évolution de la population
| Année:               | 1994. | 2004.   | 2014.   | 2024.    |
| -------------------- | ----- | ------- | ------- | -------- |
| Nombre de personnes: | 130   | 127     | 124     | 137      |
| Différence:          |       | -2,30 % | -2,36 % | +10,48 % |

| Année:               | 2023. | 2024.   |
| -------------------- | ----- | ------- |
| Nombre de personnes: | 140   | 137     |
| Différence:          |       | -2,14 % |